# Bistum Mbinga
Das Bistum Mbinga (lateinisch Dioecesis Mbingaensis) ist eine in Tansania gelegene römisch-katholische Diözese mit Sitz in Mbinga.

## Geschichte

Dom der Diözese Mbinga

Das Bistum Mbinga wurde am 22. Dezember 1986 durch Papst Johannes Paul II. mit der Apostolischen Konstitution Id proprium aus Gebietsabtretungen des Bistums Songea errichtet und dem Erzbistum Daressalam als Suffraganbistum unterstellt. Erster Bischof wurde Emmanuel Mapunda.
Am 18. November 1987 wurde das Bistum Mbinga dem Erzbistum Songea als Suffraganbistum unterstellt.
Seit 1987 besteht eine Partnerschaft zwischen dem Bistum Mbinga und dem Bistum Würzburg.

## Bischöfe von Mbinga
- Emmanuel Mapunda, 1986–2011
- John Chrisostom Ndimbo, seit 2011